# Zustandsreflexiv
Ein Zustandsreflexiv (lat. reflexum „zurückgebeugt“) ist ein Kopulasatz mit Mittelworten einiger reflexiver Verben als Prädikativ. Formal gleichen sich also Zustandsreflexiv und Zustandspassiv.
Bezüglich des Mitspielers (Aktant) unterscheiden sich Zustandsreflexiv und Zustandspassiv. Beim Zustandsreflexiv ist der Aktant des Subjekts derselbe wie der Aktant der korrespondierenden Reflexivkonstruktion. Beim Zustandspassiv werden demgegenüber die Aktanten von Subjekt und Objekt vertauscht.

## Beispiele
- Ali ist verliebt kann verstanden werden als Resultat von Ali verliebt sich
- Gegensatz
  - Rolf schreibt einen Roman → Der Roman ist (von Rolf) geschrieben (Zustandspassiv)
  - Rudolf rasiert sich → Rudolf ist rasiert (Zustandsreflexiv)